# Chiara Marchitelli

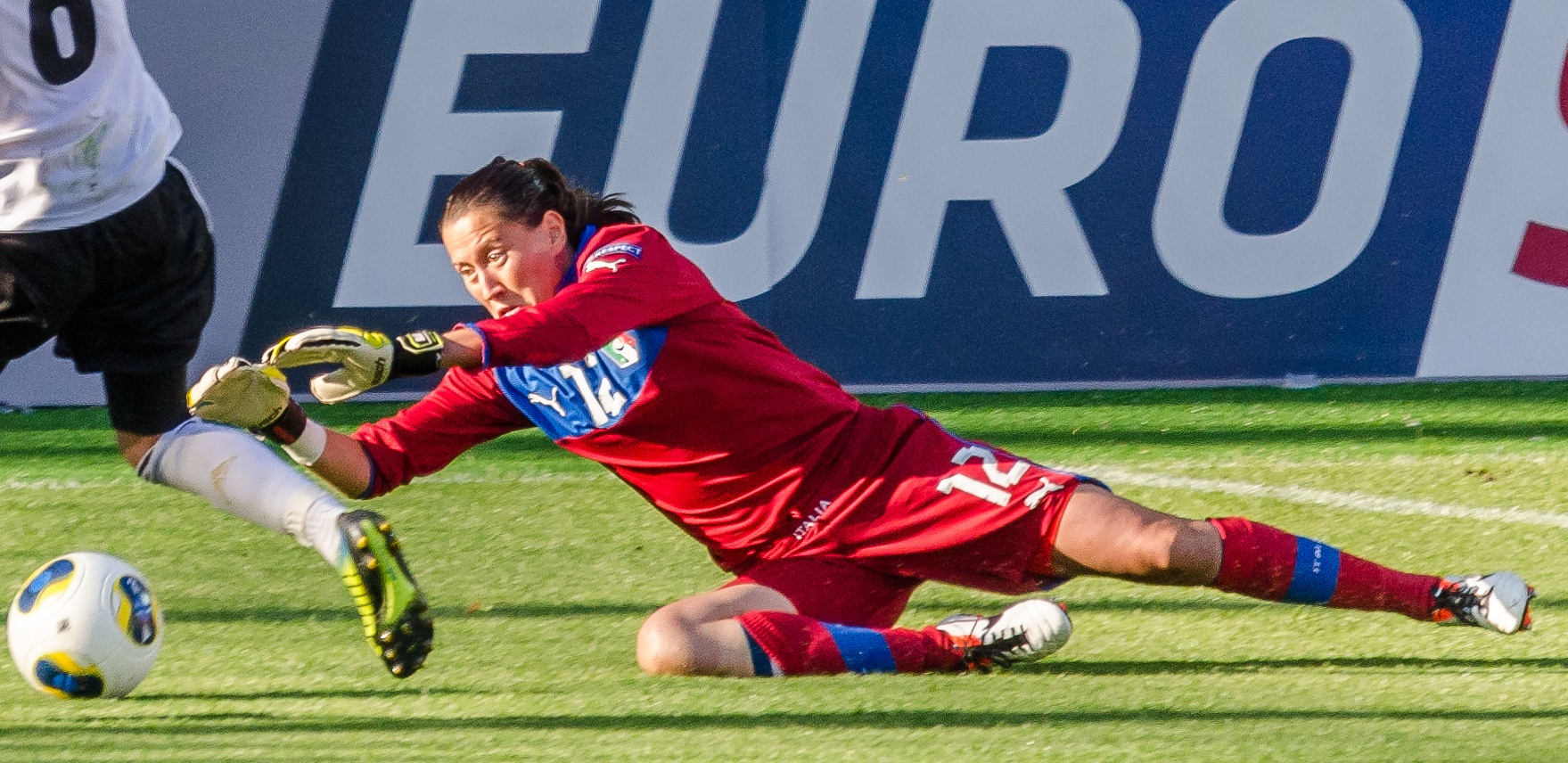
Marchitelli bei der Europameisterschaft 2013

Chiara Marchitelli (* 4. Mai 1985) ist eine italienische Fußballspielerin. Die Torhüterin nahm mit der A-Nationalmannschaft an der Europameisterschaft 2005 und 2013 teil.

## Sportlicher Werdegang
Marchitelli begann ihre höherklassige Laufbahn bei der Frauschaft von Lazio Rom. 2004 wechselte sie zu Atletico Oristano, zog aber nach nur einer Spielzeit zur ASD Fiammamonza weiter. Mit dem Klub gewann sie 2006 die nationale Meisterschaft. 2008 kehrte sie nach Rom zurück und schloss sich GS Rom an. Nach einem Jahr wechselte sie zu UPC Tavagnacco, hier gewann sie 2013 den Landespokal. Im selben Jahr verließ sie den Verein, neuer Klub wurde ACF Brescia. 2014 feierte sie hier ihren zweiten Meistertitel.
Marchitelli durchlief diverse Juniorinnenauswahlen Italiens, ehe sie auch in der A-Nationalmannschaft debütierte. 2005 gehörte sie zum Kader bei der EM-Endrunde, war allerdings hinter Carla Brunozzi lediglich Ersatzfrau. 2013 gehörte sie unter Nationaltrainer Antonio Cabrini erneut zum Endrundenkader, beim Turnier bestritt sie bis zum Ausscheiden der Mannschaft im Viertelfinale gegen Deutschland alle vier Endrundenpartien. Nach dem Turnier entwickelte sich mit der in Deutschland spielenden Nachwuchstorhüterin Laura Giuliani ein Zweikampf um den Posten im italienischen Tor, den die Konkurrentin zeitweise für sich entscheiden konnte.